# Atelopus simulatus
Espèce
Statut de conservation UICN

 CR A2ace : 
En danger critique
Atelopus simulatus est une espèce d'amphibiens de la famille des Bufonidae.

## Répartition
Cette espèce est endémique de Colombie. Elle se rencontre dans les départements de Cauca et de Tolima entre 2 500 et 3 000 m d'altitude sur le versant Est de la Cordillère Centrale.

## Description
Les mâles mesurent de 21,2 à 26,5 mm et les femelles de 31,2 à 37,3 mm.

## Publication originale
- Ruiz-Carranza & Osorno-Muñoz, 1994 : Tres nuevas especies de Atelopus A.M.C. Duméril and Bibron 1841 (Amphibia: Bufonidae) de la Cordillera Central de Colombia. Revista de la Academia Colombiana de Ciencias Exactas, Físicas y Naturales, vol. 19, p. 165-179 (texte intégral).